# Mariä Himmelfahrt (Burg)

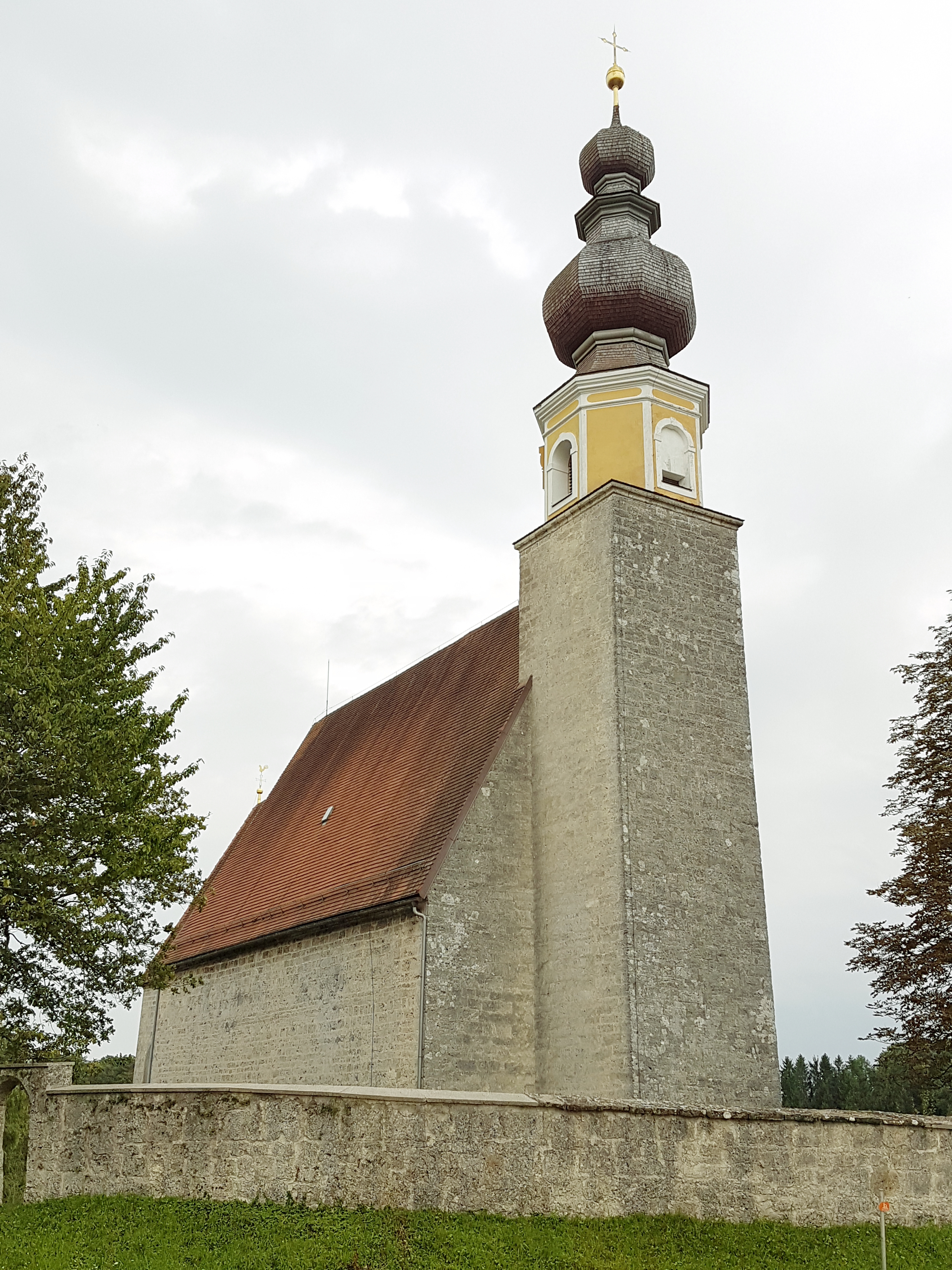
Mariä Himmelfahrt in Burg

Die römisch-katholische Filialkirche Mariä Himmelfahrt steht in Burg, einem Gemeindeteil von Taching am See im oberbayerischen Landkreis Traunstein. Das Bauwerk ist als Baudenkmal unter der Nr. D-1-89-150-5 eingetragen. Das Patrozinium der Kirche wird am 15. August (Mariä Himmelfahrt) gefeiert. Die Kirche gehört zum Erzbistum München und Freising.

## Geschichte
Die Kirche wurde 1532 über den Grundmauern des abgebrannten Vorgängerbaus errichtet. Der Maler Gordian Guckh schuf für die Kirche einen Flügelaltar mit einer thronenden Madonna, die zum Ziel für Wallfahrten aus der Umgebung wurde. 1871 ersetzte man den barocken Flügelaltar durch einen neugotischer Hochaltar. Der Flügelaltar wurde 1900 verkauft. An die ehemalige Wallfahrtskirche erinnern die 25 Votivtafeln aus der Zeit von 1712 bis 1956, die an der Nordwand des Kirchenschiffs angebracht sind. 

## Beschreibung
Die Saalkirche aus unverputztem Quadermauerwerk besteht aus einem Langhaus, einem eingezogenen Chor mit Fünfachtelschluss im Osten, einer Sakristei an dessen Südwand. Der fensterlosen Giebelwand im Westen ist der Kirchturm vorgestellt, der 1721 mit einem achteckigen Geschoss aufgestockt wurde, das den Glockenstuhl mit zwei Kirchenglocken beherbergt, und mit einer Welschen Haube bedeckt wurde. 
Der Innenraum des Chors ist mit einem Netzgewölbe überspannt. Die Fresken an der Decken des Schiffs zeigen musizierende Engel, die an den des Langhauses stellen Szenen aus dem Marienleben dar und stammen aus dem 17. Jahrhundert.